# Freed from Desire
Freed from Desire (englisch für ‚Befreit von Verlangen‘) ist ein Lied der italienischen Sängerin Gala. Das Stück ist die erste Singleauskopplung (1996) aus ihrem zweiten Studioalbum Come into My Life. Erneut bekannt wurde das Stück 2013, als die deutsche Dance-Pop-Band Frida Gold Teile daraus für ihren Titel Liebe ist meine Rebellion verwendete. Bei der Fußball-Europameisterschaft 2016 wurde das Lied abermals bekannt, als Gesang der nordirischen Fußballfans mit der Textzeile „Will Grigg’s on Fire“. Außerdem ist das Lied seit der PDC World Darts Championship 2017 zur inoffiziellen Darts-Hymne geworden und seitdem auf jeder PDC-Veranstaltung zu hören.

## Entstehung und Artwork
Arrangiert und geschrieben wurde das Lied gemeinsam von Filippo Andrea Carmeni, Maurizio Molella und Gala Rizzatto. Die Abmischung, Aufnahme sowie die Produktion erfolgten in Zusammenarbeit von Carmeni und Molella. Aufgenommen wurde das Stück im Planet (Mi). Freed from Desire wurde unter den Musiklabels Fact, Nitelite Records und ZYX Music veröffentlicht sowie durch Mollyville Publishing vertrieben.
Auf dem Cover der Maxi-Single ist – neben Künstlernamen und Liedtitel – ein Schwarz-Weiß-Bild von Gala zu sehen. Es zeigt Gala, die vor einem Restaurant steht und ihren Blick nach rechts gerichtet hat. Die Aufnahme selbst ist in schwarz-weiß, der Rand des Covers in gelb gehalten. Das Artwork stammt von Stefano Coletti.

## Veröffentlichung und Promotion
Die Erstveröffentlichung von Freed from Desire erfolgte am 12. August 1996 als Single-CD und 12″ Vinylschallplatte. Die Maxi-Single beinhaltet neben dem „Edit Mix“ zu Freed from Desire zwei weitere Remixversionen des Stücks. Im Laufe des Jahres folgten viele weitere Abwandlungen, die auf diversen Maxi-Singles europaweit veröffentlicht wurden. Die Maxi-Singles unterscheiden sich regional durch die Auswahl der Remixversion und die Anzahl ihrer B-Seiten. Am 18. Juni 2009 erschien in Italien unter dem Musiklabel Do It Yourself Music eine Kompilation mit allen Remixaufnahmen, die zur Zeit der Veröffentlichung des Stücks entstanden sind. Zum 15-jährigen Jubiläum von Freed from Desire erschienen im Jahr 2011 diverse neue Remix, die auf Singles, EPs und Alben europaweit veröffentlicht wurden.
Do It Yourself Entertainment veröffentlichte unter anderen eine Kompilation mit 18 neuen Titeln mit namhaften Musikern wie Klaas oder auch Willy William am 25. Juli 2011.
Remixversionen
- 1996: Freed from Desire (Club Mix) (Remix durch DJ Molella & Phil Jay)
- 1996: Freed from Desire (Edit Mix) (Remix durch DJ Molella & Phil Jay)
- 1996: Freed from Desire (Full Vocal Extended Mix) (Remix durch DJ Molella & Phil Jay)
- 1996: Freed from Desire (Full Vocals Mixx) (Remix durch DJ Molella & Phil Jay)
- 1996: Freed from Desire (Mr. Jack Club Mix) <(Remix durch Mr. Jack)
- 1996: Freed from Desire (Mr. Jack Deja Vu Dub) (Remix durch Mr. Jack)
- 1996: Freed from Desire (Radio Mix) (Remix durch DJ Molella & Phil Jay)
- 1996: Freed from Desire (Short Mix) (Remix durch DJ Molella & Phil Jay)
- 1996: Freed from Desire (Solid Base Remix) (Remix durch Solid Base)
- 1996: Freed from Desire (The Paradise Mix) (Remix durch Walter “Walty” Russo)
- 1996: Freed from Desire (The Soundlovers Remix) (Remix durch The Soundlovers)
- 1996: Freed from Desire (Video Mix)
- 1996: Freed from Desire (Whistle Remix) (Remix durch DJ Molella & Phil Jay)
- 1997: Freed from Desire (Allister’s Vocal Dub Mix) (Remix durch Allister Whitehead & Tom Frederikse)
- 1997: Freed from Desire (Allister’s Zero G Dub) (Remix durch Allister Whitehead & Tom Frederikse)
- 1997: Freed from Desire (Allisters Full Vocal Mix) (Remix durch Allister Whitehead & Tom Frederikse)
- 1997: Freed from Desire (Da Loops Golden Mix) (Remix durch Da Loops)
- 1997: Freed from Desire (Da Loops Hype Mix) (Remix durch Da Loops)
- 1997: Freed from Desire (Dillon & Dickins Mix) (Remix durch Allister Whitehead & Tom Frederikse)
- 1997: Freed from Desire (Original Mix) (Remix durch DJ Molella & Phil Jay)
- 1997: Freed from Desire (QFX Extended Mix) (Remix durch QFX)
- 1997: Freed from Desire (QFX Radio Edit) (Remix durch QFX)
- 1998: Freed from Desire (Sleaze Sisters Anthem Mix) (Remix durch Sleaze Sisters)
- 2009: Freed from Desire (Allister Whitehead 7″ Edit) (Remix durch Allister Whitehead)
- 2009: Freed from Desire (Mario MC Rmx)
- 2009: Freed from Desire (Slow Version)
- 2009: Freed from Desire (XTM Remix) (Remix durch XTM)
- 2009: Freed from Desire (XTM Remix Edit) (Remix durch XTM)
- 2011: Freed from Desire (Bimbo Jones Remix) (Remix durch Bimbo Jones)
- 2011: Freed from Desire (Bimbo Jones Remix Radio) (Remix durch Bimbo Jones)
- 2011: Freed from Desire (Da Brozz Remix) (Remix durch Da Brozz)
- 2011: Freed from Desire (Da Brozz Remix Edit) (Remix durch Da Brozz)
- 2011: Freed from Desire (Damion Daniel & Victor G Rmx) (Remix durch Damion Daniel & Victor G)
- 2011: Freed from Desire (Damion Daniel & Victor G Rmx Edit) (Remix durch Damion Daniel & Victor G)
- 2011: Freed from Desire (EDx Radio Mix) (Remix durch EDX)
- 2011: Freed from Desire (Edx’s No Excuses Mix) (Remix durch EDX)
- 2011: Freed from Desire (Henry John Morgan Radio Edit) (Remix durch Henry John Morgan)
- 2011: Freed from Desire (Henry John Morgan Rmx) (Remix durch Henry John Morgan)
- 2011: Freed from Desire (Mydoctor Elvis Remix) (Remix durch Mydoctor Elvis)
- 2011: Freed from Desire (Mydoctor Elvis Remix Edit) (Remix durch Mydoctor Elvis)
- 2011: Freed from Desire (Klaas Club) (Remix durch Klaas)
- 2011: Freed from Desire (Klaas Radio) (Remix durch Klaas)
- 2011: Freed from Desire (Pizeta Rmx) (Remix durch PiZeta)
- 2011: Freed from Desire (Pizeta Rmx Radio Edit) (Remix durch PiZeta)
- 2011: Freed from Desire (Willy William Club Edit) (Remix durch Willy William)
- 2011: Freed from Desire (Willy William Radio Edit) (Remix durch Willy William)
- 2018: Freed from Desire (Future House Remix)

## Inhalt
Der Liedtext zu Freed from Desire ist in englischer Sprache verfasst und bedeutet ins Deutsche übersetzt „Befreit von Verlangen“. Die Musik wurde von Carmeni und Molella komponiert, der Text wurde von Rizzatto geschrieben. Musikalisch bewegt sich das Lied im Bereich des Euro House, Eurodance und des House.
Aufgebaut ist das Lied aus einer Strophe, einer Bridge sowie einem Refrain. Das Lied beginnt mit der Strophe, an die sich die Bridge sowie der Refrain anschließen. Der gleiche Vorgang wiederholt sich mit demselben Liedtext. Nach dem zweiten Refrain folgt eine etwas längere Pause, ehe das Stück mit dem das Lied prägende, sich wiederholende „Na, na, na, na, na, na, na, na, na, na, na, na“ endet.
| “My love has got no money, he’s got his strong beliefs. My love has got no power, he’s got his strong beliefs. My love has got no fame, he’s got his strong beliefs. My love has got no money, he’s got his strong beliefs.” – Strophe, Originalauszug | „Meine Liebe hat kein Geld, er hat seinen festen Glauben. Meine Liebe hat keine Macht, er hat seinen festen Glauben. Meine Liebe hat keinen Ruhm, er hat seinen festen Glauben. Meine Liebe hat kein Geld, er hat seinen festen Glauben.“ – Strophe, Übersetzung |

## Musikvideo
Das Musikvideo zu Freed from Desire wurde in der Hamburger Speicherstadt gedreht und lässt sich in zwei Abschnitte unterteilen, die immer wieder im Wechsel zu sehen ist. Zum einen sieht man Gala, die vor einer Häuserfassade tanzt und das Lied singt. Zum anderen zeigt es Gala, die sich mit einer Gruppe Männer trifft, Zeit verbringt und später auf der Flucht vor ihnen ist. Die Gesamtlänge des Videos beträgt 3:33 Minuten. Bis heute zählt das Musikvideo über 283 Millionen Aufrufe bei YouTube (Stand: Mai 2024).

## Mitwirkende
| Liedproduktion - Filippo Andrea Carmeni: Abmischung, Arrangement, Komponist, Musikproduzent, Tonmeister - Maurizio Molella: Abmischung, Arrangement, Komponist, Musikproduzent, Tonmeister - Gala Rizzatto: Arrangement, Gesang, Liedtexter Artwork - Stefano Coletti: Artwork (Cover) | Unternehmen - Baby Angel Music: Verlag - Fact: Musiklabel - Mollyville Publishing: Verlag - Nitelite Records: Musiklabel - Planet (Mi): Tonstudio - ZYX Music: Musiklabel |

## Kommerzieller Erfolg

### Chartplatzierungen
Freed from Desire erreichte in Deutschland Position 14 der Singlecharts und konnte sich insgesamt 29 Wochen in den Top 100 halten. 1997 platzierte sich die Single am Ende des Jahres auf Position 43 des Single-Jahrescharts. In Österreich erreichte die Single in zehn Chartwochen mit Position 16 seine Höchstnotierung, in der Schweiz in 22 Chartwochen mit Position 13. Im Vereinigten Königreich erreichte Freed from Desire Position zwei und musste sich lediglich I’ll Be Missing You (Puff Daddy feat. Faith Evans und 112) geschlagen geben. Die Single hielt sich acht Wochen in den Top sowie insgesamt 15 Wochen in den britischen Single-Charts halten. In ihrer Heimat erreichte Gala ebenfalls Position zwei der Charts. Des Weiteren erreichte die Single die Spitzenposition in Belgien-Flandern (5 Wochen), Belgien-Wallonien (10 Wochen) sowie Frankreich (12 Wochen).
In Deutschland, Österreich, der Schweiz und dem Vereinigten Königreich ist Freed from Desire der erste Charthit für Gala. In allen vier Ländern ist es zugleich Galas größter Charterfolg. In ihrer Heimat ist es nach Everyone Has Inside der zweite und bis dato erfolgreichste Charthit. Mit ihrer Nachfolge-Single konnte sie den Erfolg in ihrer Heimat jedoch übertreffen. Der Nachfolger Let a Boy Cry erreichte in Italien die Chartspitze.
| ChartsChartplatzierungen     | Höchstplatzierung | Wochen |
| ---------------------------- | ----------------- | ------ |
| Deutschland (GfK)            | 14 (29 Wo.)       | 29     |
| Italien (FIMI)               | 2 (21 Wo.)        | 21     |
| Österreich (Ö3)              | 16 (10 Wo.)       | 10     |
| Schweiz (IFPI)               | 13 (22 Wo.)       | 22     |
| Vereinigtes Königreich (OCC) | 2 (15 Wo.)        | 15     |

| ChartsJahrescharts (1997) | Platzierung |
| ------------------------- | ----------- |
| Deutschland (GfK)         | 43          |

### Auszeichnungen für Musikverkäufe
Freed from Desire erhielt europaweit drei Goldene Schallplatten, sieben Platin-Schallplatten sowie eine Diamantene Schallplatte. Den Schallplattenauszeichnungen verkaufte sich die Single bislang über 3,4 Millionen Mal.
| Land/Region                  | Auszeichnungen für Musikverkäufe (Land/Region, Auszeichnung, Verkäufe) | Verkäufe  |
| ---------------------------- | ---------------------------------------------------------------------- | --------- |
| Belgien (BRMA)               | 2× Platin                                                              | 100.000   |
| Dänemark (IFPI)              | Gold                                                                   | 45.000    |
| Deutschland (BVMI)           | Gold                                                                   | 250.000   |
| Frankreich (SNEP)            | Diamant                                                                | 1.000.000 |
| Griechenland (IFPI)          | Gold                                                                   | 10.000    |
| Italien (FIMI)               | 2× Platin                                                              | 200.000   |
| Vereinigtes Königreich (BPI) | 3× Platin                                                              | 1.800.000 |
| Insgesamt                    | 3× Gold · 7× Platin · 1× Diamant ·                                     | 3.405.000 |

## Adaption von Frida Gold
Bei Liebe ist meine Rebellion handelt es sich um eine deutschsprachige Adaption des Originals Freed from Desire von der deutschen Dance-Pop-Band Frida Gold. Das Stück basiert auf der Komposition zu Freed from Desire und beinhaltet einen neuen deutschsprachigen Liedtext. Das Stück erschien als erste Singleauskopplung aus ihrem zweiten Studioalbum Liebe ist meine Religion.

### Entstehung und Artwork
Die Komposition des Liedes stammt von den Originalautoren Carmeni, Molella und Rizzatto; der deutschsprachige Text stammt von Frida Gold (Alina Süggeler und Andreas Weizel) und Robin Grubert. Produziert wurde das Stück von Grubert, Süggeler und Weizel. Grubert zeichnete sich darüber hinaus auch für die Programmierung zuständig. Das Mastering erfolgte im Pariser Elektra Mastering Studio unter der Leitung von Bruno Gruel statt. Gemischt wurde das Lied von Veronica Ferraro im Super Sonic Scale Studio. Für das Arrangement zeichnete neben den drei Frida-Gold-Mitgliedern (Julian Cassel, Süggeler und Weizel) Mihalj Kekenj verantwortlich. Kekenj wurde zudem als zusätzlicher Studiomusiker an der Violine engagiert, neben ihm engagierte man auch Matthias Wehmer am Cello.
Auf dem Cover der Maxi-Single ist – neben Künstlernamen und Liedtitel – Süggeler, seitlich in einem schwarzen Bodysuit, vor einem weißen Hintergrund zu sehen. Für das Coverbild und das Bandfoto im Inneren der CD wurden Frida Gold von Diesel ausgestattet. Die Fotos wurden vom britischen Fotografen Rankin geschossen.

### Veröffentlichung und Promotion
Die Erstveröffentlichung von Liebe ist meine Rebellion erfolgte am 17. Mai 2013 in Deutschland, Österreich und der Schweiz. Das Stück erschien unter dem Musiklabel Guerilla, wurde durch Baby Angel Music und Mollyville Publishing verlegt sowie durch Warner Music vertrieben. Die Maxi-Single enthält neben der Radioversion auch eine von Robert Koch getätigte Remixversion des Liedes als B-Seite. Eine exklusive iTunes-EP beinhaltet insgesamt drei weitere Versionen zu Liebe ist meine Rebellion.
Um das Lied zu bewerben, erfolgten unter anderem Liveauftritte zur Hauptsendezeit während der Echoverleihung 2013, der ESC Grand Prix Party 2013 und bei Wetten, dass..?.

### Inhalt
Der Liedtext zu Liebe ist meine Rebellion ist überwiegend auf Deutsch und in Teilen auf Englisch verfasst. Der Refrain beinhaltet mehrfach den englischsprachigen Satz „Love is my rebellion, love is my …“ (englisch für ‚Liebe ist meine Rebellion, Liebe ist meine …‘). Die Komposition stammt von Carmeni und Molella; der Text von Rizzatto, Grubert, Süggeler und Weizel. Musikalisch bewegt sich das Lied im Bereich des House und Synthiepop.
In einem Interview mit der Welt erklärten Frida Gold, dass es in dem Lied um das Bekenntnis und den Kampf für die Liebe gehe. Sie würden aufzeigen, was ein möglicher Weg beziehungsweise eine Antwort auf Missstände und Fragen wären, anstatt in der Problematik zu wühlen. Sie wollten eine Antwort darauf geben. Die Antwort sei für die Liebe ist meine Rebellion gewesen. Der Satz „Liebe ist meine Rebellion“ sei auch der rote Faden für das Album Liebe ist meine Religion gewesen.
Aufgebaut ist das Lied auf zwei Strophen, einer Bridge und einem Refrain. Liebe ist meine Rebellion beginnt mit einem Intro, dass sich aus der sich wiederholenden Zeile „Na na na na na na na“ zusammensetzt. Darauf folgt die erste Strophe, an die sich erstmals die Bridge sowie der Refrain anschließen. Der gleiche Vorgang wiederholt sich mit der zweiten Strophe. Nach der zweiten Strophe wiederholt sich der Refrain mehrfach zum Ende des Liedes.

### Musikvideo
Das schwarz-weiße Musikvideo zu Liebe ist meine Rebellion wurde in den Berliner Havelstudios gedreht und feierte am 15. Mai 2013 auf den Internetseiten von MTV Germany und VIVA Deutschland seine Premiere. Die Gesamtlänge des Videos beträgt 4:04 Minuten. Regie führte Specter Berlin, produziert wurde das Video von der Doity Produktion. Innerhalb eines Monats erreichte das Video die Millionenmarke bei YouTube. Bis heute zählt das Video über 9,1 Millionen YouTube-Aufrufe (Stand: Juli 2021). 2014 war das Musikvideo bei der Echoverleihung in der Kategorie „Bestes Video (national)“ nominiert.

### Mitwirkende
| Liedproduktion - Filippo Carmeni: Komponist - Julian Cassel: Arrangement, Gitarre - Veronica Ferraro: Abmischung - Robin Grubert: Liedtext, Musikproduzent, Programmierung - Bruno Gruel: Mastering - Thomas Holtgreve: Schlagzeug - Mihalj Kekenj: Arrangement, Violine - Maurizio Molella: Komponist - Gala Rizzatto: Liedtexter - Alina Süggeler: Arrangement, Gesang, Liedtext, Musikproduzent - Matthias Wehmer: Cello - Andreas Weizel: Arrangement, Engineer, Keyboard, Liedtext, Musikproduzent Artwork - Rankin: Fotograf (Cover) | Musikvideo - Lorena Florina Eracle: Maskenbildner - Martin Kulhawy: Kameraassistent - Simon Landen: Kameramann - Jan Prahl: Kameramann - Marie-Christine Roder: Komparse - Julia Schaaf: Szenenbild - Specter Berlin: Regisseur Unternehmen - Baby Angel Music: Verlag - Doity: Filmproduzent (Musikvideo) - Elektra Mastering: Mastering - Guerilla: Musiklabel - Mollyville Publishing: Verlag - Super Sonic Scale: Mischer - Warner Music Group: Vertrieb |

### Rezensionen
Natalie Cada von Plattentests.de beschrieb Liebe ist meine Rebellion als Eingängigen Titel mit großem Wiedererkennungswerts dank der „halben Coverversion“ von Freed from Desire. Cada wies dem Lied große Chancen beim Eurovision Song Contest zu, wenn bei dem Wettbewerb Neuauflagen nicht verboten wären. Alles, was Pop brauche, habe es in das Lied geschafft: 4 Minuten lang „große Gefühle“, eine „große Melodie“, „hochtrabende Worte“, „griffige Hooklines“ sowie eine „perfekte Produktion“, die selbst Dieter Bohlen nicht besser geglückt wären.

### Kommerzieller Erfolg

#### Chartplatzierungen
Liebe ist meine Rebellion erreichte in Deutschland Position vier der Single-Charts und konnte sich insgesamt fünf Wochen in den Top 10 und 21 Wochen in den Charts halten. In Österreich erreichte sie Single in acht Chartwochen mit Position 55 seine höchste Notierung und in der Schweiz in einer Chartwoche Position 75. Liebe ist meine Rebellion platzierte sich in den deutschen Single-Jahrescharts von 2013 auf Position 50.
Für Frida Gold ist dies der vierte Charterfolg in Deutschland sowie der dritte Charterfolg in Österreich und der zweite in der Schweiz. In Deutschland erreichten sie erstmals die Top 10 der Single-Charts. In Deutschland erzielte Liebe ist meine Rebellion die höchste Chartplatzierung Frida Golds, in Österreich schaffte es keine Single länger in den Charts zu verweilen. Nach Wovon sollen wir träumen schafften es Frida Gold zum zweiten Mal eine Single gleichzeitig in allen D-A-CH-Staaten zu platzieren.
| ChartsChartplatzierungen | Höchstplatzierung | Wochen |
| ------------------------ | ----------------- | ------ |
| Deutschland (GfK)        | 4 (21 Wo.)        | 21     |
| Österreich (Ö3)          | 55 (8 Wo.)        | 8      |
| Schweiz (IFPI)           | 75 (1 Wo.)        | 1      |

| ChartsJahrescharts (2013) | Platzierung |
| ------------------------- | ----------- |
| Deutschland (GfK)         | 50          |

#### Auszeichnungen für Musikverkäufe
2013 wurde Liebe ist meine Rebellion in Deutschland mit einer Goldenen Schallplatte für über 150.000 verkaufte Einheiten ausgezeichnet.

| Land/Region        | Auszeichnungen für Musikverkäufe (Land/Region, Auszeichnung, Verkäufe) | Verkäufe |
| ------------------ | ---------------------------------------------------------------------- | -------- |
| Deutschland (BVMI) | Gold                                                                   | 150.000  |
| Insgesamt          | 1× Gold ·                                                              | 150.000  |

## Will Grigg’s on Fire
Im Mai 2016 lud Sean Kennedy, ein Fan des englischen Drittliga-Meisters Wigan Athletic ein Video mit dem Titel ‘Will Grigg’s on Fire’ bei YouTube hoch. Es enthielt seine Version des Liedes, in dem er die Textzeile „Freed from desire, mind and senses purified“ zu „Will Grigg’s on fire, your defence is terrified“ umdichtete, um dem Wigan-Spieler Will Grigg und insbesondere dessen Torjägerqualitäten zu huldigen. Grigg war in der Saison 2015/16 Torschützenkönig der dritten Liga geworden und hatte damit wesentlich zum Titelgewinn Wigans und dem Aufstieg in die zweite Liga beigetragen. Das Lied wurde ein allgemein beliebter Fangesang, zunächst vor allem in England. Kennedy bekam als Dankeschön für seine öffentlichkeitswirksame Komposition eine Dauerkarte für die Saison 2016/17 vom Wigan-Vereinsboss David Sharpe. Nach dem schottischen Pokalfinale 2016 sangen Fans von Hibernian Edinburgh ihre Version des Liedes für Anthony Stokes, der zwei Tore gegen die Glasgow Rangers erzielt hatte.
Über das Königreich hinaus bekannt wurde das Lied in der Textversion „Will Grigg’s on Fire“ durch Griggs Auftreten als Spieler der nordirischen Nationalmannschaft bei der Fußball-Europameisterschaft 2016 in Frankreich. Besonders die lautstarke Darbietung des Liedes durch die sangesfreudigen Fans des EM-Debütanten Nordirland machte das Lied einem breiten europäischen Publikum bekannt. Durch den Einzug der Mannschaft in die K.O.-Phase der EM verbunden mit ausgelassenem Jubel der nordirischen Fans über den unerwarteten Erfolg ihrer Mannschaft kam es zu einer abermaligen Popularitätssteigerung des Liedes.
2016 sagte Gala in einem Interview mit Bild folgendes zu dieser Coverversion:

„Als die Info zu mir rüberschwappte, dass ganz Fußball-Europa eine Version meiner alten Nummer singt, hat mich das mit Stolz erfüllt. Der Song ist eine Art Gebet. Ein Stück für das Leben. Wenn Menschen damit Freude haben, macht mich das auch glücklich. Ich finde, die nordirischen Fans haben eine Spitzen-Version daraus gemacht.“

## Weitere Coverversionen (Auswahl)
- 1997: Die Schlümpfe – Ich liebe Kleider[12]
- 2014: Resaid[41]
- 2014: SpongeBob Schwammkopf – Ich will dein Freund sein[12]
- 2015: Scala & Kolacny Brothers – Liebe ist meine Rebellion[12]
- 2016: Ina Colada[41]
- 2017: Gina-Lisa & Florian Wess[41]
- 2017: Florian Wess & Nicole Mieth[41]
- 2018: Alex Christensen & The Berlin Orchestra feat. Beymarie[41]
- 2018: Drenchill feat. Indiiana (Nummer-eins-Hit in Polen)[42]
- 2022: Bonez MC & RAF Camora – Weed mit nach Bayern[43]